# De Roovere (adel)
De Roovere was een Zuid-Nederlandse adellijke familie, onder de namen De Roovere d'Ostendael en de Roovere de Rosemeersch.

## Geschiedenis
Keizer Jozef II verleende in 1785 erfelijke adel aan Marie-Cornille t'Kint, in haar hoedanigheid van weduwe van Luc-Jean de Roovere, evenals aan hun vier zoons en twee dochters.

## Genealogie
- Luc-Jean de Roovere (1709-1782), x Marie-Cornille t'Kint (1720-1804)
  - Antoine-Emmanuel de Roovere, griffier van de stad Brussel, x Marie-Anne Charlier (°1763)
    - Luc de Roovere de Roosemeersch (zie hierna)

  - Jean-Adolphe de Roovered'Ostendael (zie hierna)

## Luc de Roovere de Roosemeersch
- Luc Joseph Antoine de Roovere de Roosemeersch (Brussel, 30 november 1784 - 18 juni 1842) was een zoon van de Brusselse griffier de Roovere en van Marie-Anne Charlier. Hij promoveerde tot licentiaat in de rechten, was auditeur aan het opperste gerechtshof in Hamburg en werd raadsheer aan het opperste gerechtshof in Brussel. Hij schreef een Histoire de la Cour spéciale de Hambourg, die ongepubliceerd bleef. Hij verwierf bekendheid als genealoog dankzij de grote verzameling genealogische documenten die hij had verzameld. In 1823 werd hij onder het Verenigd Koninkrijk der Nederlanden in de erfelijke adel erkend. Hij trouwde in 1816 met Anne de Ruddere (1786-1845), dochter van de griffier van het Land van Aalst Ignace De Ruddere. Ze kregen vier kinderen.
  - Jean-Adolphe de Roovere de Roosemeersch (1822-1860) trouwde met Zoé de Ruddere de te Lokeren (1837-1915), dochter van volksvertegenwoordiger Mathieu de Ruddere de te Lokeren. Ze bleven kinderloos. Na zijn dood hertrouwde de weduwe met graaf Louis d'Elzius du Chenoy. De Roovere de Roosemeersch kreeg in 1842 vergunning om ook nog d'Ostendaele aan de familienaam toe te voegen.

## Jean-Adolphe de Roovere d'Ostendael
Jean Adolphe de Roovere d'Ostendael (Brussel, 24 maart 1755 - 18 oktober 1841), oom van de voorgaande, werd in 1822 erkend in de erfelijke adel. Hij werd griffier van de stad Brussel en stond bekend als genealoog en bibliofiel. Hij trouwde in 1786 met Anne-Marie Leyniers (1746-1816) en vervolgens in 1816 met Anne-Marie Schuerwegen (1768-1838). Beide huwelijken bleven kinderloos.
In 1881 was deze familie de Roovere volledig uitgedoofd.